# ロシア連邦刑執行庁
ロシア連邦刑執行庁（ロシア語: Федеральная служба исполнения наказаний、略称ФСИН России, ФСИН、英字略称FSIN）は、ロシア連邦司法省が所管する、ロシア連邦における刑務所・拘置所を運営する連邦執行機関である。

## 存立根拠
連邦刑執行庁は2004年に出された2つの大統領令に基づいて設置された。
- 2004年3月9日ロシア連邦大統領令第314号「連邦執行機関の制度と機構について」
- 2004年10月13日ロシア連邦大統領令1313号「連邦刑執行庁問題」

## 歴史
ロシアにおける刑事施設及び行刑制度の確立は、シベリア征服に端を発する。1560年代以降、「カートルガ」と呼ばれる重労働を言い渡された受刑者はシベリアに送られ、国家の発展のための無償労働力として使役されるようになった。1645年までに約1500人の受刑者がシベリア送りとなり、19世紀初頭にかけて毎年2000人強（平均）がシベリア送りの対象となった。
1802年にロシア帝国内務省が設立されると、刑事施設及び行刑制度は警察部の管轄とされたが、内務省の他の部局もこれらに関与していた。警察は刑事施設の運営にあまり関心を持たず、行刑制度は不十分なままであった。1879年、行刑制度を改善し、複雑な運営体系を一元化するため、内務省に監獄総局が設けられた。ロシア連邦刑執行庁はこの監獄総局に起源を持つ。
- 1879年 - 1895年：ロシア帝国内務省監獄総局（Главное тюремное управлени, GTU）
- 1895年 - 1917年：ロシア帝国司法省監獄総局（Главное тюремное управлени, GTU）[4]
- 1930年 - 1960年：ソヴィエト社会主義共和国連邦内務人民委員部収容所総局（Главное управление исправительно-трудовых лагерей, GULAG）
- 1960年 - 1992年：ソヴィエト連邦内務省矯正労働総局（Главное управление исправительно-трудовых учреждений, GUITU）
- 1992年 - 1998年：ロシア連邦内務省刑執行総局（Главное управление исполнения наказаний, GUIN）
- 1998年 - 2004年：ロシア連邦司法省刑執行総局（Главное управление исполнения наказаний, GUIN）

1998年のロシア連邦大統領令第904号「内務省刑執行総局の司法省への移管について」に基づき、刑執行総局は内務省から司法省へ移管された。その後2004年、行政改革により連邦司法省刑執行総局は現行の「ロシア連邦刑執行庁」として連邦司法省傘下の連邦執行機関に改組され、現在に至っている。

## 組織
長官の下に18部門がおかれている。
- 作戦総局（Главное оперативное управление）
- 内部監察局（Управление собственной безопасности）
- 計画・組織・分析支援局（Управление планирования и организационно-аналитического обеспечения）
- エンジニアリング・技術・情報支援・通信・装備局（Управление инженерно-технического и информационного обеспечения, связи и вооружения）
- 総務局（Управление делами）
- 法務局（Правовое управление）
- 教育・社会・心理活動局（Управление воспитательной, социальной и психологической работы）
- 中央付属拘置所局（Управление следственных изоляторов центрального подчинения） - レフォルトヴォ拘置所など本庁直属の拘置所7庁を管轄[6]。
- 社会内刑執行組織局（Управление организации исполнения наказаний, не связанных с изоляцией осужденных от общества）
- 刑執行・特殊会計局（Управление исполнения приговоров и специального учёта）
- 体制・監督局（Управление режима и надзора）
- 警備・護送局（Управление охраны и конвоирования）
- 人事局（Управление кадров）
- 財務・経済局（Финансово-экономическое управление）
- 後方支援局（Управление тылового обеспечения）
- 資本建設・不動産・営繕局（Управление капитального строительства, недвижимости, эксплуатации и ремонта）
- 生産活動・受刑者労働適応組織局（Управление организации производственной деятельности и трудовой адаптации осужденных）
- 医療・衛生組織局（Управление организации медико-санитарного обеспечения）

この他、ロシア全土に設置された204の拘置所（Следственный изолятор）、642の矯正コロニー（Исправительная колония）、8の刑務所（Тюрьма）、17の教育コロニー（Воспитательная колония）を管轄している。

## 被拘禁者等総数
2019年において、連邦刑執行庁の管理する刑事施設に収監されているのは52万7000人である。この数字は世界の被拘禁者等の総数のうち4位であり、人口あたりの被拘禁者等の数では21位（10万人あたり364人）となる。

## 不祥事
連邦刑執行庁は、ロシア連邦政府の機関の中でも実態が最も不透明かつ閉鎖的とされており、その活動に対する市民社会の監視が十分に行われていない。このため連邦刑執行庁ではしばしば汚職事件が発生しているほか、刑事施設内における組織的な人権侵害（拷問や殴打、性的暴行、人間の尊厳を損なう処遇）の存在が指摘されている。また、出所した元受刑者の更生・社会復帰に対する管理・支援が乏しく、その結果再犯率が上昇しているとの指摘もある。
- 2009年、ロシアの税務当局による不正を調査している最中に逮捕され、病気を放置されるなど劣悪な環境でモスクワ市内の拘置所に1年以上勾留されていたセルゲイ・マグニツキーが刑務官の暴行により死亡した。この事件はのちに「マグニツキー法」として知られる人権侵害にかかわった個人や組織に対する制裁が可能になる法律を欧米諸国に成立させる原因となった[10]。
- 2010 - 2012年にかけて連邦刑執行庁が購入した、計12億ルーブルの統合セキュリティシステムを巡る汚職事件。システムの購入が不自然に高い価格で行われ、現金化された資金はペーパーカンパニーを通じてロシア国外に引き出された。その後購入した設備が使用に適さないことが判明し、イズヴェスチヤの取材によると購入された17の設備のうち稼働したのは2つだけで、残りの15個は開封すらされずに放置されていた。このシステムは人間の刑務官の役割を代替し、コストを削減しつつ保安度を向上させる目的で導入されたが、実際にはシステム導入後、脱獄や刑事施設内での殺人が増加していた[11]。またこの事件を巡っては、バラシハ組織犯罪グループのリーダーの1人であるヴャチェスラフ・ムジェルスキー（大物ロシアン・マフィアで「ヤポンチク」ことヴャチェスラフ・イヴァニコフの親友）に関連する企業が複数の刑務所へのシステム設置に関与していたことも判明しており、関与した業者のうち1社の社長はムジェルスキーの息子だった[12]。
- 2018年、ヤロスラヴリ第1刑務所に収監されていた囚人エフゲニー・マカロフに対する暴行に関与したとして、17人の刑務官が停職処分となった [13][14]。その後7月31日、職員らとのビデオ会議において、ゲンナジー・コルニエンコ長官（当時）がヤロスラヴリ第一刑務所での拷問を非難する事態に発展した[15]。
- 同じく2018年には、「ロシアのイーロン・マスク」ともいわれた実業家ヴァレリー・フェニチニーが拘置所で死亡したが、法医学検査によりフェニチニーの死因は首を絞められたことによる窒息死と判明した。さらにフェニチニーには性的暴行を加えられた痕跡があったという[16]。
- 2021年にはイルクーツク州における被拘禁者の大量拷問事件が発覚した。拷問は2020年4月11日以降、200人以上の被拘禁者に対して行われ、イルクーツク第1拘置所の所長イゴール・モケーエフが解任された[17]。